# Musculus gemellus superior
De musculus gemellus superior of bovenste tweelingspier is een korte diepgelegen spier in het bekken, die van het schaambeen naar het dijbeen loopt. De musculus gemellus superior ligt vlak boven de musculus obturatorius internus. De musculus gemellus superior en de musculus gemellus inferior helpen de musculus obturatorius internus bij de laterale rotatie van de heup.
De musculus gemellus superior en gemellus inferior zijn bij de meeste viervoetige zoogdieren tot een spier vergroeid, katachtigen vormen daarop een uitzondering. De primaten hebben beide spieren. 